# Johann Egestorff

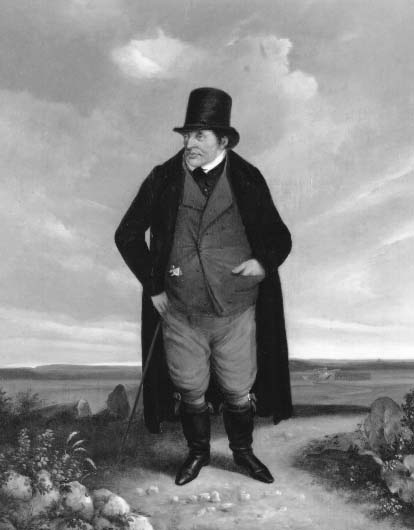
Johann Egestorff, genannt „Kalkjohann“ mit knapp 60 Jahren. Ölgemälde von Burchard Giesewell (1785–1856)

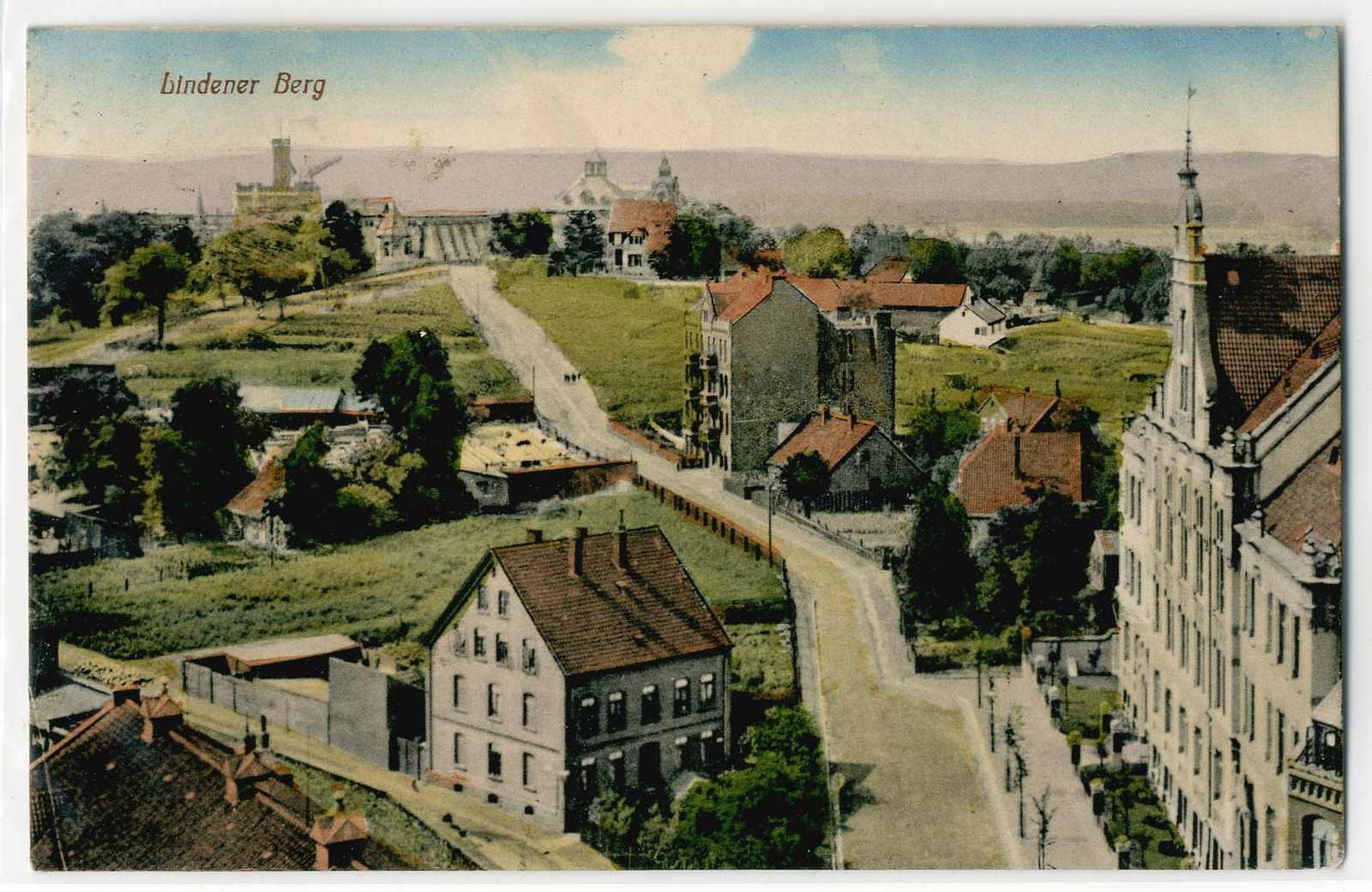
Blick um 1905 vom Turm der Martinskirche in Richtung Wasserhochbehälter; links das Gelände rund um das sogenannte Kalbrennerhäuschen, rechts die ehemalige Städtische Mittelschule (heute Teil der IGS Linden);
kolorierte Ansichtskarte

Johann Hinrich Egestorff (* 22. Oktober 1772 in Lohnde bei Seelze; † 30. März 1834 in Linden), genannt „Kalkjohann“, war ein deutscher Industrieller der ersten Hälfte des 19. Jahrhunderts. Er gilt heute als einer der ersten modernen Unternehmer im Raum Hannover.

## Werdegang
Johann Egestorff wurde 1772 in Lohnde, einer kleinen Gemeinde westlich von Hannover als Sohn eines Kleinbauern und Leinefischers geboren. Im Jahr 1795 begann er eine Ausbildung zum Böttcher und arbeitete in einer Kalkbrennerei am Lindener Berg bei Linden (heute Stadtteil von Hannover).
Am 17. April 1801 heiratete er Anna Dorothea Eccard, eine Tochter des Johann Adam Eccard, königlicher Füllen-Wärter in Lohnde. Nachdem diese 1816 verstorben war, heiratete er im gleichen Jahr Dorothea Margarete Gaffki, die Tochter eines hannoverschen Tischlermeisters.
Nach dem Konkurs der Kalkbrennerei im Jahr 1803 übernahm Egestorff das Unternehmen und zog in das so genannte „Kalkbrennerhaus“ (1969 abgerissen), weshalb er fortan spöttisch „Kalkjohann“ gerufen wurde. Er rationalisierte die Produktion der Kalksteine und baute weitere Unternehmen auf. 1807 erwarb er das Recht, die Steinkohlenfelder des Deisters bei Wennigsen zu bewirtschaften. 1816 gehörten ihm 16 Kalkbrennereien in Linden und der Umgebung. Im Leinetal legte er große Ziegeleien an, eröffnete Steinbrüche für Fundamentsteine und gründete einen ausgedehnten Nutzholzhandel. Später erwarb er auch eine Zuckerfabrik in Bremen und exportierte Kalk in baustoffarme Gegenden Nordwestdeutschlands, auch nach Bremen. Dazu ließ er an der Ihme in Hannover einen Hafen anlegen, von dem wöchentlich 20 Schiffe abfuhren.
Anfangs war sein härtester Konkurrent der Adlige Freiherr von Knigge aus Bredenbeck, der Kohlengruben, Steinbrüche und die Glashütte im Bredenbeckschen Ortsteil Steinkrug betrieb. Später verbündete sich der Bauernsohn Egestorff mit der traditionsreichen Adelsfamilie. Er verpflichtete sich zur Abnahme der Kniggeschen Produkte, dafür zogen sich die Knigge aus Linden und Hannover zurück.
Sein im Jahr 1802 geborener Sohn Georg Egestorff lernte zunächst in Hildesheim Böttcher, wurde dann aber von dem Vater nach Linden zurückgerufen, um für die ausgedehnten Geschäfte eine bis dahin völlig fehlende Buchführung einzurichten. Vater und Sohn schlossen sich in Bremen zu einer Kommanditgesellschaft zusammen und erweiterten den Betrieb aller einzelnen Unternehmungen.
1825 ließ er sich von Georg Ludwig Friedrich Laves auf dem Lindener Berg neben der Mühle ein Berggasthaus bauen (1878 abgerissen). 1831 baute er in Empelde eine Ziegelei. Im gleichen Jahr gründete sein Sohn selbstständig am Lindener Berg eine Saline. Nachdem Johann Egestorff 1834 gestorben war, übernahm Georg die Leitung der gesamten Geschäfte.
Nach dem Tode Georg Egestorffs wurde dieser vor der St. Martinskirche in Linden in einer unter dem Mausoleum liegenden Gruft beigesetzt – das Mausoleum wurde während der Luftangriffe auf Hannover 1943 zerstört. Vom ehemaligen Dorffriedhof um die Kirche ist heute nur noch die Gruft von Georg Egestorff erhalten. Der Bienenkorbgrabstein vom „Kalkjohann“ Johann Egestorff, dem Vater von Georg, wurde auf die Gruft des Sohnes umgesetzt. Das Grab des Kalkjohann ist nicht erhalten.

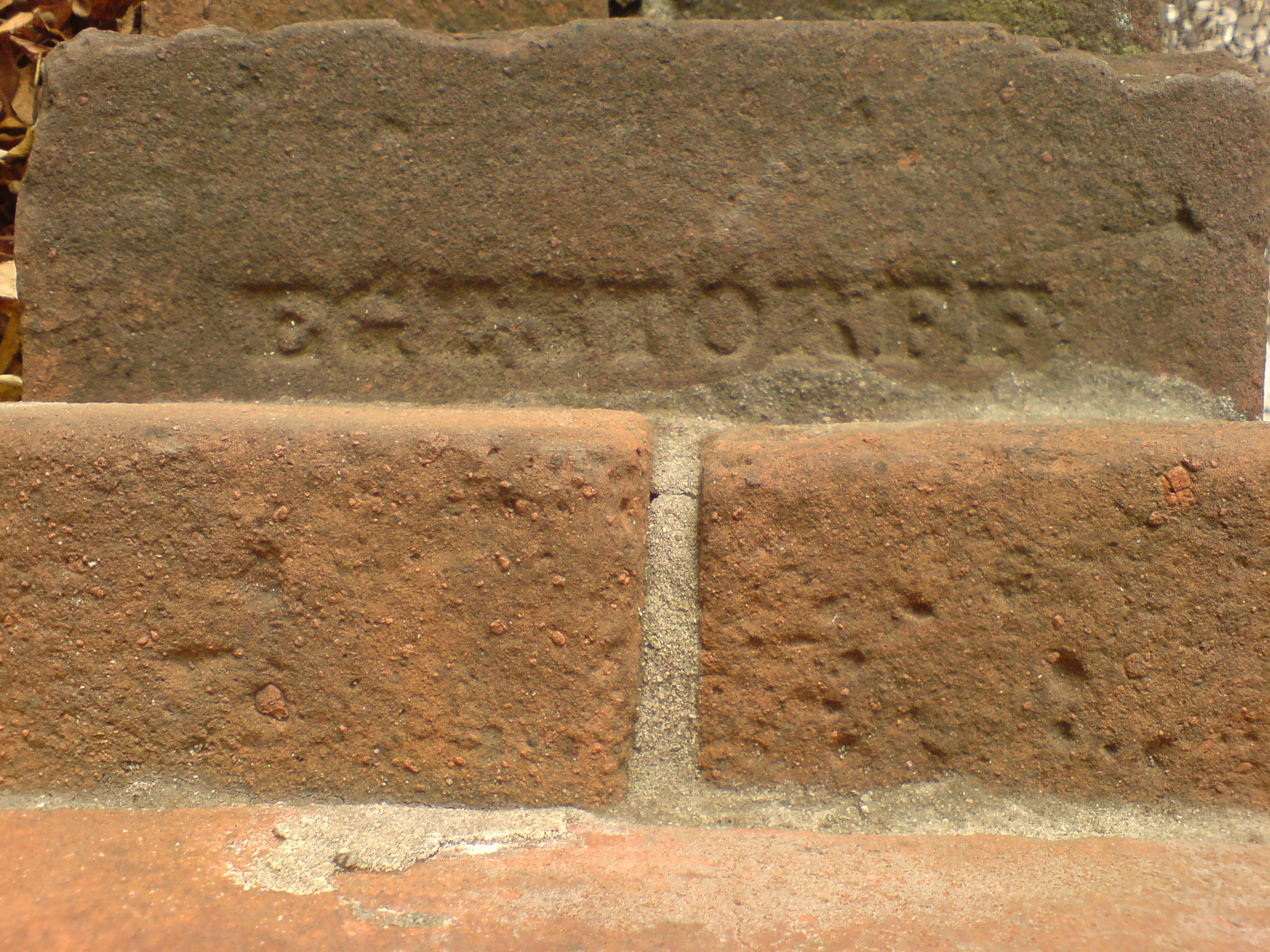
Ziegelstein mit dem Firmenstempel Egestorff
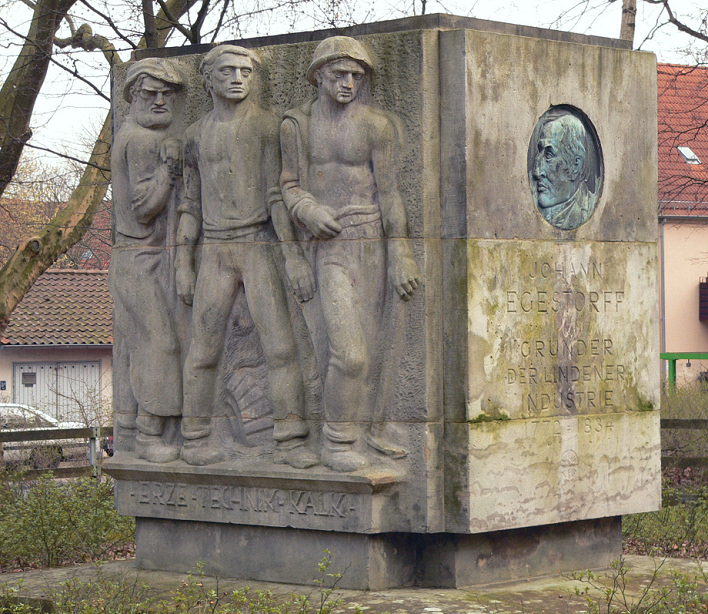
Johann Egestorff Denkmal von Georg Herting in Hannover-Linden
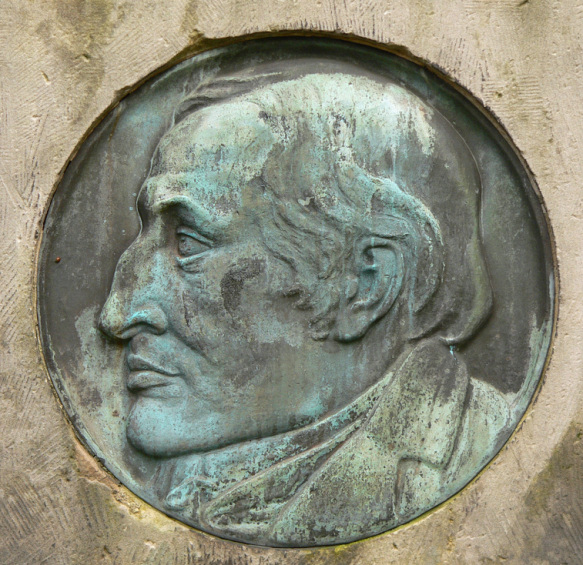
Denkmalausschnitt mit Johann Egestorff
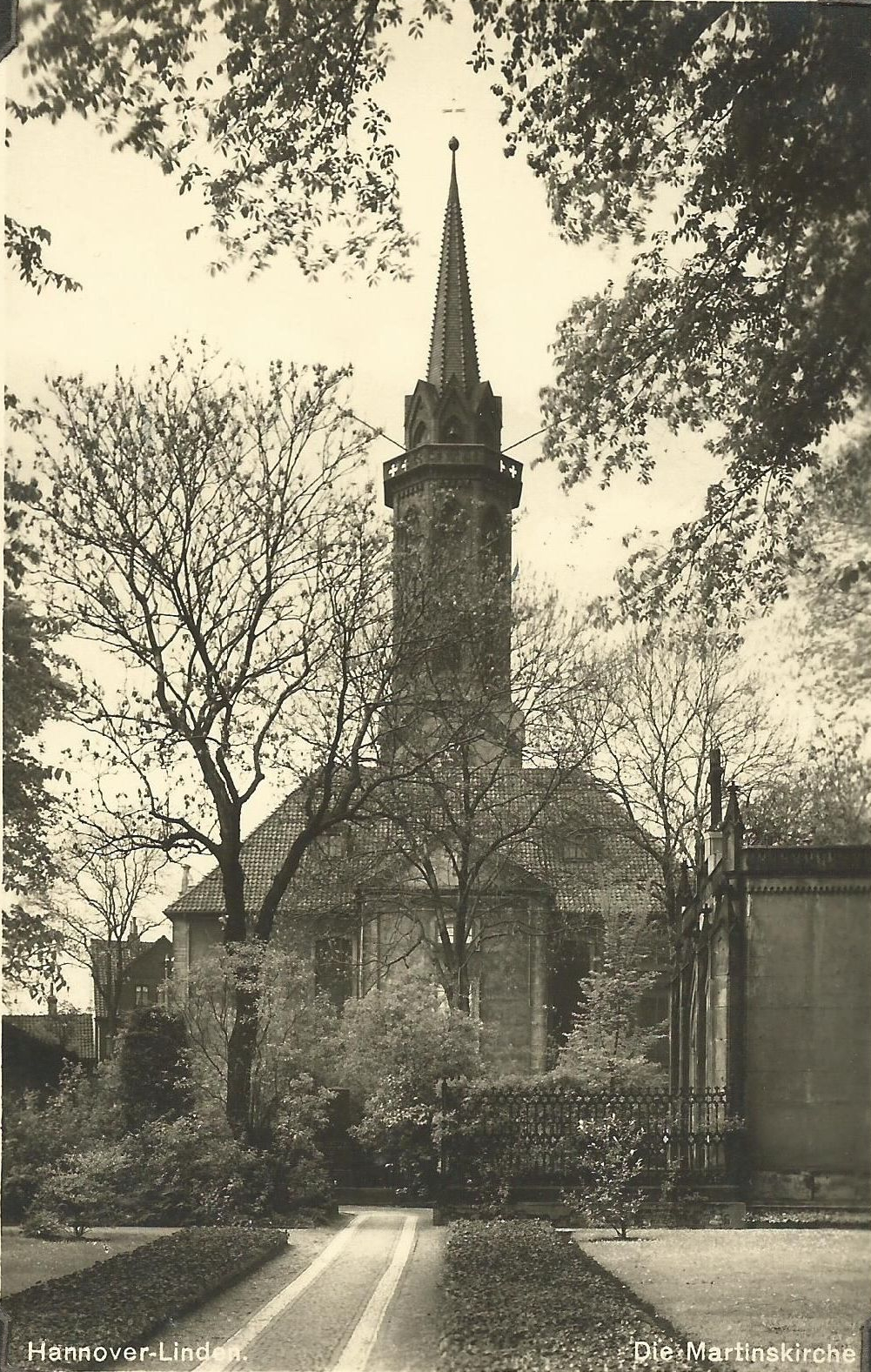
St. Martin und das Egestorff-Mausoleum vor den Luftangriffen auf Hannover
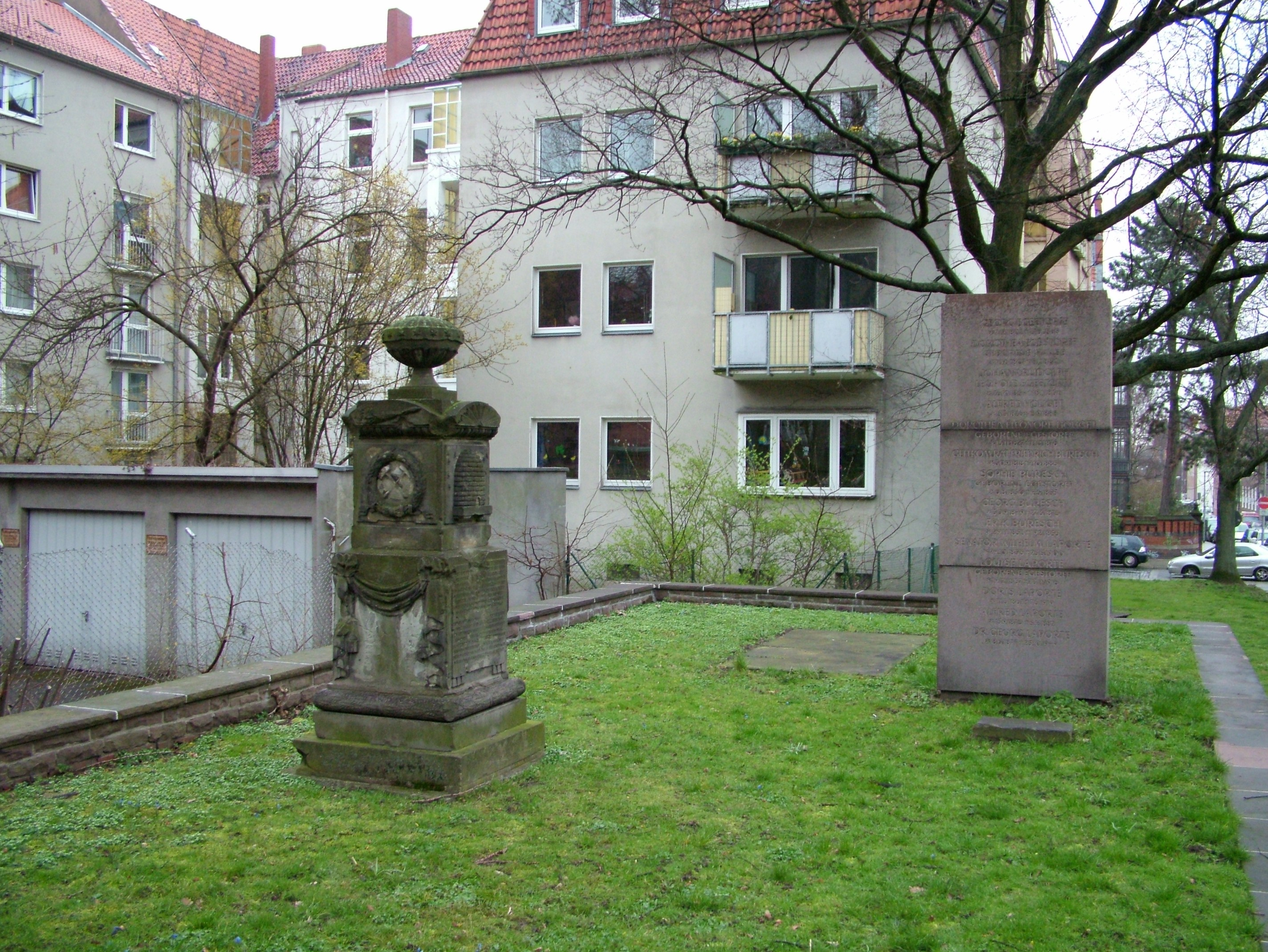
Grundmauern des Mausoleums, Grab- und Gedenkstein im Jahr 2007